# Chapelle Sainte-Anne (Paris)
Pour les articles homonymes, voir Chapelle Sainte-Anne et Sainte-Anne.
L'ancienne chapelle Sainte-Anne est un ancien lieu de culte catholique de Paris, dans l'actuel 9e arrondissement. 

## Situation
La chapelle se trouvait à l'emplacement de l'actuel no 77 rue du Faubourg-Poissonnière, entre les rues Bleue et de Montholon.

## Historique
Le territoire faisait partie de la paroisse de l'abbaye de Montmartre. Le quartier de la Nouvelle France est fondé en 1644. 
Devant le développement de ce faubourg, le besoin se faire ressentir de créer un nouveau lieu de culte pour pallier l'éloignement de l'église Saint-Pierre de Montmartre. 
L'abbesse de Montmartre, Marie de Beauvilliers autorise le 19 mars 1655 Roland de Bure, confiseur, d'ériger en chapelle une maison qu'il possédait dans ce faubourg. La chapelle et la maison pour le chapelain sont cédées à l'abbaye de Montmartre le 25 octobre 1656. La chapelle est bénite le 27 juillet 1657. Le 19 août 1657, l'archevêque autorise que l'office y soit célébré à condition expresse que le curé de Montmartre soit reconnu comme le pasteur de cette église. 
Après un procès entre la paroisse de Saint-Laurent et celle de Montmartre le rattachement de la chapelle à Montmartre est confirmé par un arrêt de 1723 en faveur de l'abbesse de Montmartre. La chapelle est dédiée à sainte Anne en l'honneur de la reine Anne d'Autriche.
La chapelle Sainte-Anne est désaffectée en 1790. Devenue bien national, elle est vendue le 27 germinal an III (16 avril 1795). Elle est détruite par la suite.
Elle est remplacée par la première église Saint-Vincent-de-Paul bâtie en 1805 rue de Montholon en attendant l’édification de l’actuelle église de 1824 à 1844 sur une butte de l’ancien clos Saint-Lazare.

## Personnes inhumées dans cette chapelle
- Épouse du bourreau Charles Sanson